# ASP.NET
ASP.NET è un progetto open source che comprende un insieme di tecnologie di sviluppo di software per il web, commercializzate da Microsoft. Utilizzando queste tecnologie, gli sviluppatori possono realizzare applicazioni web e servizi web (web service).
È stato pubblicato per la prima volta nel gennaio 2002 con la versione 1.0 del .NET Framework ed è il successore della tecnologia Active Server Pages (ASP) di Microsoft. ASP.NET è costruito sul Common Language Runtime (CLR), permettendo ai programmatori di scrivere codice ASP.NET usando qualsiasi linguaggio .NET supportato. Il framework di estensione ASP.NET SOAP permette ai componenti ASP.NET di elaborare messaggi SOAP.
Il successore di ASP.NET è ASP.NET Core. È una reimplementazione di ASP.NET come framework per applicazioni web modulare, insieme ad altri framework come Entity Framework. Il nuovo framework usa il nuovo progetto open-source .NET Compiler Platform (nome in codice "Roslyn") ed è multipiattaforma. ASP.NET MVC, ASP.NET Web API, e ASP.NET Web Pages (una piattaforma che usa solo pagine Razor) si sono fusi in un MVC 6 unificato.

## Principi su cui si basa ASP.NET
Sebbene il nome ASP.NET derivi da ASP (Active Server Pages) (la vecchia tecnologia per lo sviluppo web di Microsoft), esistono sostanziali differenze fra le due. Infatti ASP.NET si basa, come tutte le applicazioni della famiglia Microsoft .NET, sul CLR (Common Language Runtime).
Gli sviluppatori possono scrivere codice utilizzando uno qualsiasi dei linguaggi di alto livello supportati dal framework (libreria di classi) .NET, come ad esempio Visual Basic .Net (proprietario Microsoft), C# (pronunciato C sharp, linguaggio soggetto a una specifica di standardizzazione), J# (J sharp, derivato da Java) ma anche molti altri linguaggi open source e non, come Perl e Python; questo è possibile poiché il CLR è stato standardizzato presso ECMA. Le applicazioni ASP.NET sono significativamente più veloci e performanti rispetto a quelle realizzate utilizzando altre tecnologie di scripting, in quanto l'intero codice del sito web è pre-compilato in pochi file dll (spesso in un unico file) gestiti da un server web.
ASP.NET si propone di semplificare la migrazione degli sviluppatori dalle applicazioni Windows alle applicazioni web mettendoli in grado di generare pagine composte da tanti controlli widget, del tutto simili a quelli usati dall'interfaccia utente di Windows.
Un controllo web, come ad esempio un pulsante o un'etichetta (label), funzionano in modo molto simile a quello delle loro controparti Windows: il codice ad essi associato può assegnare loro determinate proprietà ed eseguire azioni in risposta ad eventi ad essi associati (ad esempio alla pressione di un pulsante). La differenza sta nel fatto che, mentre i controlli Windows disegnano se stessi sullo schermo, i controlli web producono blocchi di codice HTML che vanno ad inserirsi automaticamente nella pagina che deve essere inviata al browser dell'utente finale.

## Paradigma di programmazione di ASP.NET
ASP.NET è progettato in modo da incoraggiare lo sviluppatore ad usare in modo sistematico il paradigma dell'interfaccia grafica (GUI, per Graphical User Interface) abbinato alla cosiddetta programmazione ad eventi (event-driven), cioè allo stile di programmazione in cui i vari blocchi di codice vengono eseguiti in risposta a determinati eventi, o azioni, su controlli dotati di rappresentazione grafica sul desktop.
Lo stile convenzionale dei linguaggi per lo sviluppo di applicazioni web si era invece finora basato sulla tecnica dello scripting. Le classi della libreria Framework. NET si propongono, inoltre, di combinarsi ed interagire con le tecnologie esistenti, come ad esempio JavaScript, in modo da attribuire un carattere di persistenza ad oggetti software, anche nell'ambito di un ambiente come il web, che è intrinsecamente privo di stato (stateless server).
La libreria di classi Framework. NET, implementa la struttura del CLR (Common Language Runtime), la cui base è formata da un compilatore JIT (just in time). Ciò significa che il codice intermedio prodotto, chiamato IL (Intermediate Language) ed identico per tutti i linguaggi di alto livello impiegati, viene compilato in linguaggio macchina al momento della prima esecuzione. Utilizzando diversi compilatori just in time è possibile riutilizzare lo stesso IL intermedio su processori diversi. Questa tecnica viene definita Jitting.
Questo tipo di compilazione è ben diverso da linguaggi come ad esempio Java, nei quali invece tutto il codice gira su una vera e propria macchina virtuale, mentre in .NET al momento dell'esecuzione il programma è effettivamente in linguaggio macchina come tutti gli altri linguaggi.
Come tutti gli altri linguaggi della suite .NET, anche ASP.NET utilizza il meccanismo di disallocazione automatica della memoria denominato garbage collector.

## Punti di forza di ASP.NET rispetto ad ASP
La vasta disponibilità di controlli, classi e strumenti di sviluppo consente di ridurre sensibilmente i tempi di sviluppo dei moduli software, e mette lo sviluppatore in condizione di riutilizzare facilmente uno stesso codice in applicazioni differenti. ASP.NET ha inoltre semplificato significativamente le funzionalità di accesso ai dati rispetto ad ASP. Ad esempio, è molto più semplice ed immediato generare una pagina contenente una lista di dati prelevati da un database.
Altri vantaggi sono:
- Il codice pre-compilato consente alle applicazioni di girare più velocemente, con un maggior numero di errori di programmazione rilevati ed eliminati già in fase di sviluppo, nonché permette di distribuire un'applicazione web senza dover necessariamente allegarne il sorgente.
- I controlli definiti dall'utente consentono di implementare facilmente controlli molto comuni, come ad esempio, i menù.
- I componenti addizionali COM e .NET non devono essere registrati sul server operando da console, ma vengono inizializzati a run-time dall'applicazione. In questo modo i clienti di host provider non hanno bisogno di richiedere la registrazione di alcuna libreria lato server.
- ASP.NET può impersonare qualsiasi utente del server Windows dove è in esecuzione, ereditandone tutti i privilegi sul file system.
- L'affinità con lo stile grafico e di programmazione delle applicazioni Windows rende il passaggio da una all'altra più intuitivo per i programmatori.
- La disponibilità di un set di controlli e librerie di classi molto ricco consente il rapido sviluppo di applicazioni.
- La possibilità di eseguire una copia cache di intere pagine, di parte delle pagine o dei dati dell'applicazione migliora notevolmente le performance complessive.
- Se un'applicazione ASP.NET non riesce ad allocare la memoria di cui necessita (memory leakage), allora il modulo runtime scarica dalla memoria l'intero ambiente isolato in cui gira l'applicazione critica, e lo ricarica in un'altra area appositamente creata. Per eseguire queste operazioni di caricamento/scaricamento (ed altre che riguardano l'applicazione nel suo complesso) il Framework. NET mette a disposizione la classe AppDomain.
- Lo stato della sessione ASP.NET può essere salvato in un database server SQL o in un processo separato residente sulla stessa macchina del Server web, oppure su quello di un'altra macchina. I dati e le proprietà della sessione non sono persi quando l'Internet Information Services (IIS) viene resettato, oppure quando il processo attivo di ASP.NET è riciclato.
- Con l'utilizzo di Visual Studio .NET e IIS Server è possibile eseguire il debug lato server, con gli stessi strumenti passo-passo utilizzati nella maggior parte degli ambienti di sviluppo compilativi.
- La capacità della piattaforma .NET CLR di supportare molti linguaggi, permette ai programmatori di scrivere codice per pagine Web in VB.NET, C#, J#, ecc.

## Critiche ad ASP.NET
ASP e ASP.NET possono girare insieme nella stessa applicazione web. Questo approccio consente agli sviluppatori di migrare da un ambiente all'altro gradualmente invece che tutto in una volta. Con IIS 6.0 e versioni precedenti, le pagine scritte usando versioni precedenti del framework ASP non possono condividere la stessa sessione senza l'uso di librerie di terze parti. Questa limitazione non esiste per applicazioni ASP.NET e ASP che girano insieme sotto IIS 7. In alcuni casi durante il runtime ASP.NET ricicla il processo attivo, provocando l'occupazione di più del 60% della memoria disponibile. Si può configurare in modo che il riciclo avvenga solo dopo un certo numero di richieste, dopo un certo tempo, ecc. Tuttavia così facendo l'utilizzatore può perdere lo stato della sessione corrente. Se l'applicazione usa lo stato della sessione per caricare le informazioni di autenticazione (cattiva pratica poiché l'autenticazione basata sui cookie e membership è un'opzione disponibile già integrata nel framework) e se l'applicazione è configurata per usare sessioni in-process, l'utente può essere disconnesso se il processo viene riciclato.https://mobikul.com/erp-app-development/

## Esempio di codice
Segue il codice sorgente che genera il classico messaggio minimo:
```
<%@
 
Page
 
Language
=
"C#"
 
%>

<HTML>

<HEAD>

    
<TITLE>
 
Esempio
 
di
 
pagina
 
ASPX
 
</TITLE>

</HEAD>

<BODY>

    
<DIV
 
STYLE=
"TEXT-ALIGN:CENTER"
>

        
<%
 

            
int
 
mciclo
;

            
String
 
mstringa
 
=
 
""
;

            
for
 
(
mciclo
 
=
 
1
;
 
mciclo
 
<=
 
10
;
 
mciclo
++
)
 
{

                
mstringa
 
=
 
mstringa
 
+
 
String
.
Format
(
"<SPAN STYLE='FONT-SIZE: {0}PX'> Hello world in ASP.NET </SPAN><br />"
,
 
mciclo
)
;
 

            
}
 

            
Message
.
InnerHtml
 
=
 
mstringa
;
 

        
%>
 

        
<SPAN
 
id =
 
"Message"
 
runat=
"server"
/>
 

    
</DIV>
 

</BODY>

</HTML>

```

I nomi dei file ASP.NET hanno estensione .aspx. La direttiva Page consente di specificare il linguaggio utilizzato (nell'esempio C#), e numerosi altri attributi che consentono di descrivere le proprietà e l'aspetto della pagina. Ogni pagina aspx può contenere una sola direttiva Page. Notare che le righe di codice di esempio che seguono la direttiva Page sono normale codice HTML.
Vengono dichiarate 2 variabili: l'intero mciclo e la stringa denominata mstringa, e viene definito un ciclo for per visualizzare il messaggio con caratteri di dimensione crescente da 1 e 10. La variabile mstringa memorizza il codice HTML da visualizzare. Al termine del ciclo viene settata la proprietà InnerHtml dell'oggetto Message.
Il tag <SPAN> è dotato dell'attributo runat che indica che l'elemento deve essere eseguito lato Server, come avviene tipicamente nelle applicazioni sviluppate in ASP.NET.

## Strumenti di sviluppo
Sono disponibili molteplici software per sviluppare applicazioni ASP.NET, i principali e più diffusi sono:
- Visual Studio .NET
- ASP.NET Web Matrix
- Macromedia Dreamweaver MX 2004
- Macromedia Dreamweaver 8
- Visual Web Developer 2005 Express Edition (per ASP.NET 2.0)
- Visual Web Developer 2008 Express Edition (per ASP.NET 3.5)
- Visual Studio 2005 (per ASP.NET 2.0)
- Visual Studio 2008 (per ASP.NET 3.5)
- Visual Studio 2010 (per ASP.NET 4.0)
- Visual Studio 2012 (per ASP.NET 4.5)
- Visual Studio 2015 (per ASP.NET 4.6)
- Visual Studio 2017
- Visual Studio 2019
- Visual Studio Code
- Delphi

## ASP.NET 3.5
ASP.NET 3.0 non è mai esistito. Microsoft ha infatti usato il nome ".NET Framework 3.0" per distribuire un insieme di nuove tecnologie: WPF (Windows Presentation Foundation), WCF (Windows Communication Foundation) e WF (Windows Workflow Foundation). Tuttavia .NET Framework 3.0 non include una nuova versione della CLR o di ASP.NET. Rispetto alla versione 2.0, la versione 3.5 di ASP.NET può essere considerata una graduale evoluzione; in particolare le nuove funzionalità si concentrano in tre aree: LINQ, AJAX e Silverlight.

## Sicurezza
Un sito web in ASP.NET può essere soggetto ad attacchi hacker:
- Configurazione errata delle opzioni di sicurezza
- Cross-Site Request Forgery (CSRF): consente a un utente malintenzionato di forzare un utente convalidato e connesso a eseguire azioni senza il suo consenso
- Cross-Site Scripting (XSS)
- Caricamento di file dannosi: gli aggressori possono modificare le estensioni dei file (ad esempio da ".exe" in ".jpeg" ) e lo script dannoso può essere caricato come file immagine
- Divulgazione della versione: le informazioni sulla versione possono essere utilizzate da un utente malintenzionato. Ogni volta che un browser invia una richiesta HTTP al server, in risposta otteniamo un'intestazione di risposta che contiene tutte le informazioni sul server
- SQL Injection: permette agli attaccanti di effettuare attività di spoof identify, modificare dati esistenti, causare repudiation issues come l'annullamento di transazioni o la modifica dei bilanci, permette di ottenere tutti i dati sul sistema, eliminare o rendere inaccessibile dei dati, e creare o compromettere gli utenti del database server.
- Esposizione a dati sensibili: password, numeri PAN, informazioni sulla carta di credito eccetera
- Autenticazione interrotta e gestione delle sessioni. Se l'autenticazione e la gestione delle sessioni non sono implementate correttamente in un'applicazione web, la lascerà vulnerabile agli attacchi. Gli aggressori possono rubare dati a causa di:

1. Connessioni non protette (non utilizzando SSL)
2. Credenziali di accesso prevedibili
3. Non memorizzare le credenziali in una forma crittografata
4. Logout dell'applicazione non corretto

- Reindirizzamenti e inoltri non convalidati. Se non convalidiamo i reindirizzamenti delle pagine web il rischio di un attacco aumenta. Questo attacco viene utilizzato principalmente per phishing all'utente di credenziali o per installare malware dannoso.

## Modelli di programmazione
ASP.NET supporta una serie di modelli di programmazione per la creazione di applicazioni Web:
- ASP.NET Web Form: un framework per la creazione di pagine modulari da componenti, con eventi dell'interfaccia utente elaborati lato server.
- ASP.NET MVC: consente di creare pagine Web utilizzando il modello di progettazione model – view – controller.
- ASP.NET Web Pages: sintassi leggera per l'aggiunta di codice dinamico e accesso ai dati direttamente all'interno del markup HTML[7].
- ASP.NET Web API: framework per la creazione di API Web su .NET Framework[8].
- Webhook ASP.NET: implementa il modello webhook per la sottoscrizione e la pubblicazione di eventi tramite HTTP.
- SignalR - Un framework di comunicazione in tempo reale per la comunicazione bidirezionale tra client e server.

Altre estensioni ASP.NET includono:
- ASP.NET Handler: componenti che implementano l'interfaccia System.Web.IHttpHandler. A differenza delle pagine ASP.NET, non hanno file di markup HTML, eventi e altro supporto. Tutto quello che hanno è un file di codice (scritto in qualsiasi linguaggio compatibile con .NET) che scrive alcuni dati nella risposta HTTP del server. I gestori HTTP sono simili alle estensioni ISAPI.
- ASP.NET AJAX - Un'estensione con componenti sia lato client che lato server per la scrittura di pagine ASP.NET che incorporano funzionalità Ajax.
- ASP.NET Dynamic Data: un'estensione di scaffolding per creare applicazioni Web basate sui dati.

## Pipeline integrata IIS
In IIS 6.0 e versioni precedenti, le pagine scritte utilizzando versioni diverse del framework ASP non possono condividere lo stato della sessione senza l'utilizzo di librerie di terze parti. Ciò non si applica alle applicazioni ASP.NET e ASP in esecuzione fianco a fianco su IIS 7. Con IIS 7.0, i moduli possono essere eseguiti in una pipeline integrata che consente l'esecuzione di moduli scritti in qualsiasi linguaggio per qualsiasi richiesta.

## Versioni
| Data             | Versione           |
| ---------------- | ------------------ |
| 30 novembre 2015 | 4.6.1              |
| 30 aprile 2018   | 4.7.2              |
| 24 aprile 2003   | 1.1                |
| 21 novembre 2006 | 3.0                |
| 20 luglio 2015   | 4.6                |
| 19 novembre 2007 | 3.5                |
| 18 novembre 2015 | 5 RC1              |
| 18 aprile 2019   | 4.8                |
| 17 ottobre 2017  | 4.7.1              |
| 17 ottobre 2013  | 4.5.1              |
| 16 gennaio 2002  | 1.0                |
| 15 agosto 2012   | 4.5                |
| 12 aprile 2010   | 4.0                |
| 11 aprile 2017   | 4.7                |
| 11 agosto 2008   | 3.5 Service Pack 1 |
| 7 novembre 2005  | 2.0                |
| 5 maggio 2014    | 4.5.2              |
| 2 agosto 2016    | 4.6.2              |

## Confronto con PHP
PHP è diretto concorrente di ASP.NET. La scelta dei due linguaggi ha pro e contro a seconda delle proprie esigenze:
| PRO | PRO                                                                                       | CONTRO | CONTRO                                       |
| PHP | ASP.NET                                                                                   | PHP | ASP.NET                                      |
| È un open-source quindi è gratuito e viene costantemente migliorato da un gran numero di persone piuttosto che da una singola azienda | Supporta tutti i linguaggi di programmazione e funziona bene con le app o C #             | Non è adatto a creare applicazioni desktop                                                                                      | Meno facile da imparare e comprendere di PHP |
| Ci sono più gruppi di supporto online per aiutare ad accelerare il processo di apprendimento rispetto ad ASP.NET                      | Informa gli sviluppatori se hanno commesso errori nella codifica prima della compilazione | La gestione degli errori PHP è considerata scarsa rispetto ad ASP.NET, quindi può richiedere più tempo per scoprire un problema | Comunità di supporto più piccola             |
| Più facile da imparare e comprendere rispetto ad ASP.NET                                                                              | Viene fornito con molti strumenti e funzionalità per supportare i programmatori.          | Consente la personalizzazione che causa bug e codifica scadente rispetto ad ASP.NET                                             | Funziona solo su un server Microsoft         |
| Funziona anche su server Linux | Creazione applicazioni desktop.                                                           | Essendo Open Source, il codice è alla portata di tutti ed è quindi più esposto ad attacchi                                      | Più costoso a causa della licenza Microsoft  |